# A rischio della vita (film 1940)
A rischio della vita (Med livet som insats) è un film del 1940, diretto da Thor L. Brooks e da Alf Sjöberg.

## Trama
In una città portuale dove ha preso il potere un regime militare, una donna dal passo pesante porta a spasso un passeggino. Il suo nome è Wanda e sta portando al marito, un trafficante d'armi, una mitragliatrice nascosta nella carrozzella e le munizione che appesantiscono il suo mantello. Max, in verità non è suo marito, e lei vive con lui solo per spiare i combattenti per la libertà che acquistano le sue armi. Wanda, infatti, è una spia del regime che però, finirà per innamorarsi di John, uno dei partigiani. Quando i ribelli riusciranno a vincere la loro battaglia, Wanda - invece di fuggire - resterà ad aspettare John. Ma finirà uccisa.

## Produzione
Il film fu prodotto dalla Artist Film.

## Distribuzione
Distribuito dalla Sveafilm, uscì nelle sale cinematografiche svedesi il 1º gennaio 1940. In Danimarca, venne distribuito il 25 marzo dello stesso anno. Per il mercato di lingua inglese, venne ribattezzato con il titolo They Staked Their Lives.

## Cast
- Aino Taube nel ruolo di Wanda
- Åke Ohberg nel ruolo di John
- Anders Henrikson nel ruolo di Max (accreditato come Anders Henriksson)
- Gösta Cederlund nel ruolo Baker
- Holger Löwenadler nel ruolo Miller
- Eivor Landström nel ruolo di Eva
- Hampe Faustman nel ruolo di combattente per la libertà (accreditato come Erik Faustman)
- Bengt Ekerot nel ruolo di combattente per la libertà
- Torsten Hillberg nel ruolo del colonnello
- Ernst Brunman nel ruolo dell'oste
- Frithiof Bjärne nel ruolo del capitano (accreditato come Fritjof Bjärne)